# Risikogesellschaft
Risikogesellschaft ist ein von dem deutschen Soziologen Ulrich Beck geprägtes Schlagwort und Haupttitel eines seiner Bücher aus dem Jahr 1986, das auch auf dem allgemeinen Buchmarkt sehr erfolgreich war.

## Grundthese
Die Grundthese lautet: Wir sind Zeugen eines Bruches innerhalb der Moderne, die sich aus den Konturen der klassischen Industriegesellschaft herauslöst und eine neue Gestalt, die so genannte (industriegesellschaftliche) Risikogesellschaft, ausprägt. Ähnlich wie im 19. Jahrhundert die Modernisierung die ständisch verknöcherte Agrargesellschaft aufgelöst und das Strukturbild einer Industriegesellschaft herausgeschält hat, löst die Modernisierung heute die Konturen der Industriegesellschaft auf und in der Kontinuität der Moderne entsteht eine andere gesellschaftliche Gestalt (S. 13 f.).
Um die zweite von der ersten industriegesellschaftlichen Moderne abzugrenzen, unterscheidet Beck vor allem zwischen der „Logik der Reichtumsproduktion“ und der sich immer mehr durchsetzenden „Logik der Risikoproduktion“: „In der fortgeschrittenen Moderne geht die gesellschaftliche Produktion von Reichtum systematisch einher mit der gesellschaftlichen Produktion von Risiken. Entsprechend werden die Verteilungsprobleme und -konflikte der Mangelgesellschaft überlagert durch die Probleme und Konflikte, die aus der Produktion, Definition und Verteilung wissenschaftlich-technisch produzierter Risiken entstehen.“ Es kommt zu einem „Wechsel von der Logik der Reichtumsverteilung […] zur Logik der Risikoverteilung“ (S. 25; Hervorhebungen im Original).
In dem Maße, wie die moderne Gesellschaft selbst produzierte Risiken thematisiert, wird sie reflexiv: „Es geht nicht mehr [nur] um die Nutzbarmachung der Natur, um die Herauslösung des Menschen aus traditionalen Zwängen, sondern […] wesentlich um Folgeprobleme der technisch-ökonomischen Entwicklung selbst. Der Modernisierungsprozeß wird ‚reflexiv‘, sich selbst zum Thema und Problem.“ (S. 26).

## Risiken
Unter dem Begriff „Risiken“ fasst Beck einerseits „naturwissenschaftliche Schadstoffverteilungen“, andererseits „soziale Gefährdungslagen“ wie etwa Arbeitslosigkeit (S. 31). Charakteristisch ist dabei, dass die entsprechenden Risiken meist nicht mehr nach Klassengrenzen verteilt sind, sondern in der Arbeitswelt tendenziell jeden betreffen können, so wie Radioaktivität nicht zwischen Arm und Reich unterscheidet: „Not ist hierarchisch, Smog ist demokratisch“ (S. 48). Es gebe eine Tendenz zur gleichmäßigeren Verteilung von Arbeitslosigkeit über alle Schichten hinweg.
Beck weist darauf hin, dass Risiken immer auch Ergebnis eines gesellschaftlichen Konstruktionsprozesses sind. Als bedrohlich wahrgenommen werden nicht die abstrakten Risiken selber, sondern ihre konkrete Thematisierung durch die Massenmedien. Dies führt dazu, dass „Wirklichkeit [...] nach einem Schematismus von Sicherheit und Gefahr kognitiv strukturiert und wahrgenommen wird“ (S. 48).
Paradoxerweise führt die Inflation „gefühlter Risiken“ jedoch insgesamt zu mehr Gleichgültigkeit: „Wo sich alles in Gefährdungen verwandelt, ist irgendwie auch nichts mehr gefährlich“ (S. 48).

## Erfolg bei Wissenschaft und Öffentlichkeit
Dazu, dass sein Buch einen für soziologische Literatur ungewöhnlichen Verkaufserfolg erzielte und der Titel rasch zum „geflügelten Wort“ wurde, hat außer der den Zugang für Laien erleichternden Lesbarkeit zweifellos auch die Europa im Jahr des Erscheinens 1986 bedrohende Nuklearkatastrophe von Tschernobyl beigetragen. Beck sagt hierzu in einem Vorwort zur Zweitauflage Mai 1986:
„Die Rede von […] Risikogesellschaft […] hat einen bitteren Beigeschmack erhalten. Vieles, das im Schreiben noch argumentativ erkämpft wurde - die Nichtwahrnehmbarkeit der Gefahren, ihre Wissensabhängigkeit, ihre Übernationalität […] – liest sich nach der Katastrophe von Tschernobyl wie eine platte Beschreibung der Gegenwart. Ach, wäre es die Beschwörung einer Zukunft geblieben, die es zu verhindern gilt!“
Der Soziologe Armin Nassehi bescheinigt Beck daher auch, „den Nerv der Zeit eindeutig getroffen“ zu haben. Beck sei es „mit einer ungeheuren […] diagnostischen Sensibilität“ gelungen, „die Verunsicherung des Projekts der Moderne zu benennen“ (S. 253 f.).
Nassehi führt diese erste allgemeine Verunsicherung der Moderne (die dadurch zu einer reflexiven Moderne wird) letztlich auf ein „gemeinsames Bezugsproblem“ zurück:
„Die Unsicherheit darüber, welche Folgen gegenwärtiges Handeln für unmittelbare oder auch weitreichende Zukünfte hat“ (S. 252). Folge ist die „paradoxe Situation, daß gehandelt werden muß, obwohl es dafür letztlich nicht die entsprechenden Grundlagen gibt“ (S. 254).

## Kritik
Die relative Bedeutungsabnahme sozialer Schichtung, die Beck behauptet, wird von vielen Soziologen skeptisch gesehen und beispielsweise für den Katastrophenfall bestritten.
Auch die Bedeutung der Risiken, die Beck als historisch einmalig hoch darstellt, wird angesichts neuer Forschungsergebnisse über die ökologische Selbstgefährdung bereits alter Zivilisationen, die auch zum Kollaps dieser Gesellschaften führen konnten, teilweise relativiert. Das gilt insbesondere für Becks Beschränkung auf das Risiko als maßgebliches Merkmal, um Gesellschaften zu beschreiben.
Für Horst Kurnitzky ist die "Risikogesellschaft" ein nettes Wort für kapitalistisches Roulette. Sie wird von Abenteurern und Hasardeuren beherrscht – eine Gesellschaft der Aktionäre und Spekulanten.

## Weiterführende Literatur
- Ulrich Beck: Risikogesellschaft. Auf dem Weg in eine andere Moderne. Suhrkamp, Frankfurt a. M. 1986. ISBN 3-518-13326-8.
- Ulrich Beck: Gegengifte. Die organisierte Unverantwortlichkeit. Suhrkamp, Frankfurt a. M. 1988, ISBN 3-518-11468-9.
- Ulrich Beck: Politik in der Risikogesellschaft. Suhrkamp, Frankfurt a. M. 1991, ISBN 3-518-38331-0.
- Marc Lothar Mewes: Öffentliches Recht und Haftungsrecht in der Risikogesellschaft. Die Defizite des öffentlichen Rechts und die Möglichkeiten und Grenzen der Risikosteuerung durch Haftungsrecht und Haftpflichtversicherung, Frankfurt am Main 2006.
- Markus Holzinger, Stefan May, Wiebke Pohler: Weltrisikogesellschaft als Ausnahmezustand, Velbrück, Weilerswist 2010, ISBN 3-93-880887-X.
- Ingo Mörth/Doris Baum (Hgg.) (2000): Gesellschaft und Lebensführung an der Schwelle zum neuen Jahrtausend. Gegenwart und Zukunft der Erlebnis-, Risiko-, Informations- und Weltgesellschaft [7]
- Herfried Münkler, Matthias Bohlender, Sabine Meurer: Sicherheit und Risiko. Über den Umgang mit Gefahr im 21. Jahrhundert. transcript Verlag, Bielefeld 2010.
- Cornelius Prittwitz: Strafrecht und Risiko. Untersuchungen zur Krise von Strafrecht und Kriminalpolitik in der Risikogesellschaft, Frankfurt am Main 1993, ISBN 978-3-465-02587-0.
- Andreas Metzner: Die Tücken der Objekte – Über die Risiken der Gesellschaft und ihre Wirklichkeit, Frankfurt, New York (Campus) 2002, ISBN 978-3-593-37026-2.
- Gabriele Metzler: Demokratisierung des Risikos? Ulrich Becks „Risikogesellschaft“, in: Zeithistorische Forschungen/Studies in Contemporary History 7 (2010), S. 323–327.